# K-pop Hot 100
K-pop Hot 100 là một bảng xếp hạng đĩa đơn âm nhạc ở Hàn Quốc, được ra mắt bởi Billboard kết hợp với Billboard Hàn Quốc (빌보드코리아) vào ngày 25 tháng 8 năm 2011. Đây là bảng xếp hạng Billboard Châu Á thứ hai sau bảng xếp hạng Japan Hot 100, và sử dụng cùng một công thức tương tự như US Hot 100. Bảng xếp hạng được tổng hợp dựa trên dữ liệu bảng xếp hạng Hanteo, dữ liệu phát trực tuyến và tải xuống từ Naver VIBE, cũng như dữ liệu phát lại nhạc trên đài phát thanh và truyền hình trong nước. Các bản cập nhật được xuất bản trên trang web của Billboard Hàn Quốc vào thứ Ba hàng tuần và xuất hiện trên Billboard.com vào ngày hôm sau.
Silvio Pietroluongo, giám đốc bảng xếp hạng Billboard, gọi lần ra mắt là "một sự kiện quan trọng", vì nó sẽ "cung cấp cho thị trường âm nhạc Hàn Quốc những gì chúng tôi tin là xếp hạng bài hát chính xác và phù hợp nhất của Hàn Quốc." Pietroluongo nói thêm rằng họ "rất vui mừng được mở rộng nhượng quyền thương hiệu bảng xếp hạng Hot 100 được công nhận trên toàn cầu của Billboard vào quốc gia này và mong muốn nâng cao bảng xếp hạng K-pop Hot 100 trong tương lai gần với dữ liệu bổ sung cũng như tạo ra các bảng xếp hạng mới giới thiệu bề rộng của âm nhạc Hàn Quốc."
Bài hát đầu tiên giành chiến thắng trên bảng xếp hạng là "So Cool" của Sistar.